# Жестокое лето (телесериал)
«Жестокое лето» (англ. Cruel Summer) — американский телесериал в жанре триллера, премьера которого состоялась 20 апреля 2021 года.
В июне 2021 года сериал был продлён на второй сезон.
Премьера второго сезона состоялась 5 июня на Freeform. 8 декабря 2023 года телеканал Freeform закрыл телесериал после двух сезонов.

## Сюжет
Время действия — лето 1993, 1994 и 1995 годов. В небольшом техасском городке пропадает красивая и популярная девушка Кейт. Без какой-либо видимой связи, девушка по имени Джанетт превращается из милой и неуклюжей в самую популярную девушку в городе, а к 1995 году она становится самым презираемым человеком во всей Америке.

## В ролях

### Основной состав
- Оливия Холт — Кейт Уоллис, популярная девушка, которая пропала без следа.
- Кьяра Аурелия — Жанетт Тёрнер, девушка, которая присваивает себе жизнь Кейт после ее исчезновения.
- Фрой Гутьеррес — Джейми Хенсон, бойфренд Кейт, а затем и Жанетт.
- Харли Куинн Смит — Мэллори Хиггинс, одна из подруг Жанетт до обретения ею популярности, а позже лучшая подруга Кейт.
- Бруклин Судано — Анжела Прескотт, владелица бара и новая любовница Грега.
- Блейк Ли[англ.] — Мартин Харрис, новый завуч средней школы Скайлин, который держал Кейт в плену.
- Аллиус Барнс — Винс Фуллер, один из друзей Жанетт до обретения ею популярности.
- Натаниэль Эштон — Бен Хэллоуэлл, лучший друг Джейми.
- Майкл Лэндис — Грег Тёрнер, отец Жанетт и Дерека, бывший муж Синди и бойфренд Анжелы.

### Второстепенный состав
- Сара Дрю — Синди Тёрнер, мать Жанетт и Дерека, бывшая жена Грега.
- Барретт Карнахан — Дерек Тёрнер, старший брат Жанетт, сын Синди и Грега.
- Николь Билдербак[англ.] — Дениз, адвокат Жанетт.
- Андреа Андерс — Джой Уоллис, богатая и эгоцентричная мать Кейт.
- Бен Кейн — Род Уоллис, второй муж Джой и отчим Кейт.
- Джейсон Дуглас — Ник Маршалл, адвокат Кейт.

## Список эпизодов

### Сезон 1 (2021)
| № общий | № в сезоне | Название                                                           | Режиссёр            | Автор сценария   | Дата премьеры  | Произв. код | Зрители в США (млн) |
| --- | ---------- | ------------------------------------------------------------------ | ------------------- | ---------------- | -------------- | ----------- | ------------------- |
| 1 | 1          | «С днем рождения, Жанетт Тёрнер!» «Happy Birthday Jeanette Turner» | Макс Винклер        | Берт В. Ройал    | 20 апреля 2021 | 101         | 0.274               |
| В 1993 году Жанетт Тёрнер сталкивается с популярной ученицей старшей школы Кейт Уоллис и её бойфрендом Джейми Хенсоном в торговом центре. Жанетт и её друзья Мэллори и Винс составляют список поступков на лето. Играя в прятки в доме, который недавно продал её отец-риэлтор, Жанетт знакомится с новым завучем школы Скайлина Мартином Харрисом, владельцем дома. В 1994 году Кейт пропадает на несколько месяцев, а теперь популярная Жанетт празднует свой день рождения со своим нынешним парнем Джейми и бывшими подругами Кейт. Мэллори упрекает Жанетт в том, что она присвоила жизнью Кейт, но Жанетт игнорирует упрёки. Выясняется, что Кейт найдена живой. Жанетт спешит к Джейми, но тот бьет её по лицу, спрашивая, что она наделала. В 1995 году Жанетт, которую презирает вся страна, проводит свой день рождения, встречаясь с адвокатом и ссорясь с отцом и его новой подружкой Анджелой. Жанетт смотрит записи новостных программ, из которых следует, что Кейт похитил Мартин Харрис, который был убит в перестрелке с полицией. В телевизионном интервью Кейт публично осуждает Жанетт, утверждая, что Жанетт видела, что Кейт держали в плену, но ничего никому не сказала. |            |                                                                    |                     |                  |                |             |                     |
| 2 | 2          | «Праздник что надо» «A Smashing Good Time»                         | Билл Пёрпл          | Берт В. Ройал    | 20 апреля 2021 | 102         | 0.218               |
| В 1993 году Жанетт, Мэллори и Винс встречают в магазине Бена — лучшего друга Джейми, который дает совет по поводу организации розыгрыша, задуманного троицей. Кейт подслушивает телефонный разговор и считает, что отчим Род изменяет её матери Джой. Она рассказывает об этом Джой и пытается найти доказательства интрижки, но обнаруживает, что Род всего лишь планирует подарить Джой круизную поездку. Кейт извиняется перед Джой, которая ругает Кейт за необоснованные подозрения. Расстроенная Кейт покидает вечеринку и напивается. Садовник Скотт приводит Кейт домой, где она узнаёт, что у Джой и Скотта роман. Кейт уходит из дома и знакомится с Мартином Харрисом. В 1994 году Джейми, помирившийся с Кейт, и Род обеспокоены тем, что Кейт отказывается говорить с полицией или ходить на к психотерапевту. Джейми тайно встречается в парке с Жанетт, которая клянется в своей невиновности, и они целуются, а Кейт издали наблюдает за ними. Разозлившись, Кейт идет в полицию и предлагает ожерелье Жанетт в качестве доказательства её вины. В 1995 году Кейт пребывает в депрессии, став язвительной и враждебной. В онлайн-чате для жертв похищений Кейт признается анонимному другу, что не была до конца честной. Кейт узнаёт, что Жанетт подала на неё иск в суд за клевету.                                                                                        |            |                                                                    |                     |                  |                |             |                     |
| 3 | 3          | «Оглушительное начало» «Off with a Bang»                           | Келли Сайрус        | Берт В. Ройал    | 27 апреля 2021 | 103         | 0.228               |
| В 1993 году Мэллори приходит в ярость, когда Жанетт смывает в унитаз заначку марихуаны, который принесла Мэллори. Синди предлагает Жанетт дистанцироваться от Мэллори и предается воспоминаниям о своей былой популярности в школе. Жанетт пробирается в дом Мартина Харриса, чтобы украсть ежегодник в качестве подарка-извинения для Мэллори. В 1994 году Грег и Дерек конфликтуют с Джейми за то, что он ударил Жанетт. Жанетт допрашивает полиция и шокирована, когда они предъявляют её кулон. Синди начинает сомневаться в правдивости Жанетт. Винс ходит на тайное свидание с Беном. Джейми просит Жанетт сохранить их поцелуй в тайне и спрашивает, каким образом она раньше всех узнала о пропаже Кейт. В 1995 году машины Кейт и Жанетт останавливаются на светофоре, и Кейт нападает на Жанетт, но та уезжает. Жанетт игнорирует звонки Синди и учится вызывать сочувствие, подражая актрисам телевизионных сериалов. Винс, озабоченный разговором с адвокатами Жанетты по поводу судебного иска, звонит Бену, но Бен говорит Винсу, чтобы тот прекратил ему звонить. Во время фейерверка в честь Дня независимости США Жанетт проникает в дом Мартина и в подвале сталкивается с Винсом. Они разговаривают по душам, и Жанетт признаётся, что много раз бывала в доме Мартина. Винс лжёт адвокатам Жанетт, говоря, что не знает, возвращалась ли она когда-нибудь в дом Мартина. |            |                                                                    |                     |                  |                |             |                     |
| 4 | 4          | «Кто не охотится, тот не ест» «You Don't Hunt, You Don't Eat»      | Лаура Нисбет-Питерс | Имоджен Бинни    | 4 мая 2021     | 104         | 0.260               |
| В 1993 году Кейт пытается наладить отношения со своей сводной сестрой Эш, а семья готовится к ежегодной охоте. Кейт пытается рассказать Эш о романе Джой, но Эш отмахивается от неё. Кейт отказывается от свидания с Джейми и наблюдает за звёздами вместе с Мартином. В 1994 году Кейт посещает психотерапевта, где встречает Мэллори; их объединяет взаимная ненависть к Жанетт. Полиция сообщает Кейт и Джой, что у них нет улик против Жанетт и ей не будет предъявлено обвинение. Эш пытается наладить отношения с Кейт, но Кейт обвиняет Эш в том, что та бросила её в одиночестве, и Кейт завязала отношения с Мартином. Дерек шутит, что Эш должна притвориться другим человеком, чтобы связаться с Кей. Эш присоединяется к чату жертв похищений и пишет Кейт под псевдонимом. В 1995 году Джой паникует, обнаружив записку со словом «лгунья» на их двери, и организует ежегодную поездку на охоту, чтобы их друзья поддержали Кейт. Джой обвиняет Мэллори в написании записки. У костра Кейт рассказывает историю о своем похищении, используя персонажа по имени Аннабель, и обвиняет взрослых в том, что они вынудили её доверять Мартину. Кейт прослушивает записи своих сеансов психотерапии, чтобы найти несостыковки. В одной из записей она описывает встречу с «Аннабель» перед самым освобождением из плена, но не может вспомнить, кто это.                             |            |                                                                    |                     |                  |                |             |                     |
| 5 | 5          | «Как велят Боги Карнавала» «As the Carny Gods Intended»            | Дэниел Уиллис       | Тиа Наполитано   | 11 мая 2021    | 105         | 0.236               |
| В 1993 году Жанетт идёт в парк аттракционов вместе с чудаковатым приезжим Гидеоном, но бросает его после того, как над ними смеются. Мартин ругает её за такое поведение. Кейт и Мартин продолжают общаться, но он крадет её резинку для волос, когда она уходит. Когда Жанетт замечает это, она предлагает вернуть резинку Кейт и забирает её. В 1994 году Кейт спрашивает Джейми о его поцелуе с Жанетт, но тот утверждает, что она все выдумала. Он обвиняет в её в посттравматическом расстройстве памяти, и парочка расстаётся. Жанетт и Дерек посещают парк аттракционов в надежде поговорить с Кейт, в то время как Синди начинает спиваться. Грег знакомится с Анжелой в видеопрокате. Жанетт преследует Кейт и Мэллори в зеркальном лабиринте, Дерек говорит сестре, что она должна вернуться к прежней жизни, но Жанетт отвечает, что не может. В 1995 году Грег рассказывает Жанетт о том, что потерял всё, защищая её. Кейт и Мэллори отправляются в парк аттракционов в надежде найти Жанетт, но вместо нее Кейт встречает Джейми, который наконец признается в поцелуе с Жанетт и извиняется перед ней. Анжела приводит Жанетт в свой бар на караоке. Мэллори и Кейт посещают кладбище, где оскверняют могилу Мартина. |            |                                                                    |                     |                  |                |             |                     |
| 6 | 6          | «Океан мыслей» «An Ocean Inside Me»                                | Келли Сайрус        | Брайан Отаньо    | 18 мая 2021    | 106         | 0.261               |
| В 1993 году Жанетт, Мэллори и Винс воруют в магазине, пока мать Тенилл Таня флиртует с Мартином. Жанетт покрывает Винса и попадает в комнату охраны торгового центра, где сближается с Джейми. Позже Жанетт пробирается в дом Мартина. Когда Мартин и Таня возвращаются, Жанетт прячется в шкафу. Жанетта становится свидетельницей того, как Таня пытается соблазнить Мартина. Таня обнаруживает Жанетт в шкафу и позволяет ей уйти, ничего не сказав Мартину. В 1994 году Грег и Синди ссорятся, пока Дерек готовится к поступлению в колледж. Синди обшаривает комнату Жанетт и находит в шкатулке ключ от дома Мартина. Когда Грег и Дерек не разделяют её беспокойство, Синди уходит жить к сестре. Позже Жанетт застает почти целующихся Винса и Бена в видеопрокате, а Таня даёт интервью, в котором во время рассказа об их свидании представляет в роли агрессора Мартина, а не себя. Грег, к своему разочарованию, убеждается, что ключ, который Синди нашла в комнате Жанетт, является ключом от дома Мартина. В 1995 году Дэнис предупреждает Жанетт, что Таня будет давать показания. Жанетт шантажирует Таню тем, что Таня рассказала Мартину о настоящем отце своей дочери. Таня не свидетельствует против Жанетт. Синди приходит в бар Анжелы, чтобы спросить о самочувствии Жанетт.                                                                                         |            |                                                                    |                     |                  |                |             |                     |
| 7 | 7          | «С Днем Рождения, Кейт Уоллис» «Happy Birthday, Kate Wallis»       | Алексис Острандер   | Саванна Уорд     | 25 мая 2021    | 107         | 0.198               |
| В 1993 году Джейми говорит Роду, что собирается подарить Кейт кольцо. После того, как он вручает его Кейт, девушка чувствует себя неловко. Джейми напивается в торговом центре вместе с Кейт и её друзьями, и Мартин соглашается подвезти их. Когда Кейт с опозданием приходит на празднование своего дня рождения, Джой говорит, что отпустила всех гостей по домам. Кейт рассказывает Роду об измене Джой, и Джой, чтобы замести следы, дает Кейт пощечину. Кейт приходит в дом Мартина. В 1994 году Кейт не может ни есть, ни спать. Вместе с Мэллори и Эш она употребляет наркотики. Джой уговаривает Кейт принять участие в ток-шоу, на которое она соглашается после того, как девушка заявляет, что Мартин когда-то пытался похитить и её. В 1995 году Кейт продолжает слушать свои кассетные записи с сеансов психотерапии. Мэллори приводит её на роллердром, чтобы отпраздновать день рождения. Мэллори узнаёт, что Джой являлась автором письма со словом «лгунья» на входной двери Уоллисов. Кейт конфликтует с Джой, которая расстроена тем, что Кейт так и не простила её. Дерек обнаруживает анонимную переписку Эш с Кейт в онлайн-чате и распечатывает копию, чтобы отнести её Жанетт. Выясняется, что Кейт пришла к Мартину добровольно. |            |                                                                    |                     |                  |                |             |                     |
| 8 | 8          | «Доказательство» «Proof»                                           | Дэниел Уиллис       | Эддисон Маккуигг | 1 июня 2021    | 108         | 0.310               |
| В 1993 году Винс и Жанетт бросают свои посты у аудиовизуальной комнаты, из которой Мэллори в порядке розыгрыша собирается показать видеоролик с участием учителей. Жанетт подслушивает разговор между Мартином и Джой, которая рассказывает, что Кейт не вернулась домой предыдущей ночью. Мартин застает Мэллори и конфискует её видеозапись. Мэллори ругает Жанетт, и та разрывает их дружбу. Мартин уничтожает конфискованную пленку, на которой в окне его дома на мгновение появляется Кейт. В 1994 году Грег расспрашивает Жанетт о ключе от дома Мартина и заставляет её отдать его полиции. Жанетт пытается отдалиться от Винса, чтобы защитить его тайные отношения с Беном, и вскоре решает бросить школу, сторонясь лишнего внимания. Пьяный Джейми подвозит Бена на своей машине и устраивает аварию, в результате которой Бен получает серьёзную травму руки. В 1995 году Жанетт представляет новые доказательства своему адвокату Денис, а затем встречается с матерью за завтраком. Жанетт приходит к Джейми, который наконец-то извиняется за то, что ударил её. Он дает Жанетт прослушать загадочное голосовое сообщение, которое он получил в канун Рождества после похищения Кейт. Жанетт спешит к Мэллори и просит "тот самый" снежный шар, но Мэллори притворяется, что у неё его нет.                                                                                  |            |                                                                    |                     |                  |                |             |                     |
| 9 | 9          | «Мой собственный секрет» «A Secret of My Own»                      | Алексис Острандер   | Мэтт Антонелли   | 9 июня 2021    | 109         | 0.297               |
| 10 | 10         | «Враждебный свидетель» «Hostile Witness»                           | Билл Пёрпл          | Берт В. Ройал    | 15 июня 2021   | 110         | 0.386               |

### Сезон 2 (2023)
| № общий | № в сезоне | Название                                        | Режиссёр    | Автор сценария                | Дата премьеры | Зрители в США (млн) |
| ------- | ---------- | ----------------------------------------------- | ----------- | ----------------------------- | ------------- | ------------------- |
| 11      | 1          | «Добро пожаловать в Чатем» «Welcome to Chatham» | Билл Перпл  | Тиа Наполитано & Эль Трайдман | 5 июня 2023   | 0.223               |
| 12      | 2          | «Скачи или умри» «Ride or Die»                  | Лора Нисбет | Мэтт Морган                   | 5 июня 2023   | 0.116               |
| 13      | 3          | «Bloody Knuckles»                               | Неизвестно  | Неизвестно                    | 12 июня 2023  | 0.124               |
| 14      | 4          | «Springing a Leak»                              | Неизвестно  | Неизвестно                    | 19 июня 2023  | 0.073               |
| 15      | 5          | «All I Want for Christmas»                      | Неизвестно  | Неизвестно                    | 26 июня 2023  | 0.095               |
| 16      | 6          | «The Plunge»                                    | Неизвестно  | Неизвестно                    | 3 июля 2023   | 0.145               |
| 17      | 7          | «It's the End of the World»                     | Неизвестно  | Неизвестно                    | 10 июля 2023  | 0.081               |
| 18      | 8          | «Confess Your Sins»                             | Неизвестно  | Неизвестно                    | 17 июля 2023  | 0.112               |
| 19      | 9          | «The Miseducation of Luke Chambers»             | Неизвестно  | Неизвестно                    | 24 июля 2023  | 0.165               |
| 20      | 10         | «Endgame»                                       | Неизвестно  | Неизвестно                    | 31 июля 2023  | 0.174               |

## Производство

### Разработка
25 сентября 2019 американский телеканал Freeform одобрил пилотный эпизод сериала.
15 июня 2021 года сериал был продлен на второй сезон.